# Quận Cuyahoga, Ohio
Quận Cuyahoga (phát âm /ˌkaɪ.əˈhɒɡə/, hoặc /ˌkaɪ.əˈhoʊɡə/) là một quận thuộc tiểu bang Ohio, Hoa Kỳ. Quận lỵ đóng ở Cleveland6. 
Dân số theo điều tra năm 2000 của Cục điều tra dân số Hoa Kỳ là 1.393.979 người.
Đây là quận đông dân nhất Ohio. Cựu Tổng thống Hoa Kỳ James A. Garfield sinh ra ở thị trấn Orange ở quận này.

## Địa lý
Theo Cục điều tra dân số Hoa Kỳ, quận này có diện tích 3230 km2, trong đó có 2040 km2 là diện tích mặt nước.